# Звенигородський сільськогосподарський технікум
Звенигородський сільськогосподарський технікум — колишній навчальний заклад в місті Звенигородка Черкаської області, що надавав середню спеціальну освіту в галузі сільського господарства.

## Історія
У м. Звенигородка Черкаської області функціонував один із найстаріших в Україні аграрний навчальний заклад — сільськогосподарський технікум (1920—1976).
На виїзді із Звенигородки у ватутінському напрямку колись стояла розкішна будівля кінця ХІХ — початку ХХ ст., яка дуже нагадувала палац. Це колишнє реальне ремісниче училище ім. цесаревича Алексія.
У цій будівлі 1920 року було розпочато навчання в сільськогосподарській школі.
У роки Другої світової війни технікум було зруйновано, відбудова основного корпусу розпочалася у березні 1946 року. Було відремонтовано 22 груби, розпочато будівництво гаража на 5 машин, а вже 1 вересня 1946 року розпочалося навчання. В десяти відремонтованих кімнатах навчалося 285 учнів. Згідно з наказом Міністерства сільського господарства УРСР № 235 від 16 липня 1976 року Звенигородський сільськогосподарський технікум переведено до Тальянківського державного аграрного технікуму (с. Тальянки Тальнівського району Черкаської області).
У 1972—1976 рр. технікум очолював директор — Василь Оксентійович Дерев'янко, кандидат сільськогосподарських наук. Викладались наступні дисципліни:
- механізація та електрифікація;
- хімія;
- агрохімія;
- основи землеробства та ґрунтознавства;
- математика;
- плодоовочівництво;
- автосправа;
- землеробство;
- українська мова і література;
- російська мова і література;
- англійська мова;
- німецька мова;
- історія;
- фізика;
- фізвиховання;
- ботаніка;
- меліорація
- лісівництво;
- селекція і рослинництво;
- захист рослин;
- технічні культури;
- тваринництво;
- геологія;
- економіка;
- виробниче навчання.

Рішенням Черкаського облвиконкому від 13.05. 1975 р. № 288 дендропарк технікуму сільського господарства (0,3 га) було віднесено до категорії ботанічних заповідних об'єктів місцевого значення. У складі колекції екзотів — гінкго дволопатеве (знищено), тис ягідний (червонокнижний вид), катальпа, горіх чорний, туї, ялини та ін. З 1976 року дендропарк був під охороною СПТУ-34, а в реєстрі «Природно-заповідний фонд Черкаської області» (Черкаси, 2006) такий об'єкт ПЗФ уже не значиться. Приміщення і територія налажить приватному власнику і використовується як склад будівельних матеріалів. З дерев-екзотів залишились туї, тис, катальпи. Багато дерев і чагарників знищено.
Технікум мав навчально-дослідне господарство (УЧГОСП) у с. Гудзівка Звенигородського району Черкаської області. Тут студенти навчалися доглядати за сільськогосподарськими культурами і тваринами (свинями, великою рогатою худобою) та ін. Діяла бібліотека.

## Відомі випускники
- Господаренко Григорій Миколайович — доктор сільськогосподарських наук, професор.
- Рибальченко Володимир Корнійович — доктор біологічних наук, професор.
- Медвідь Сергій — кандидат сільськогосподарських наук, автор книги «Сценарій для України» (Вінниця, 2009).
- Полян-Пилип Юрик Сергійович — український письменник (поет, прозаїк, перекладач, фольклорист, гуморист-сатирик) і журналіст. Член Національних спілок письменників та журналістів України.
- Лячинський Станіслав Станіславович - Почесний краєзнавець України.
- Солончук Михайло Васильович, член Національної спілки журналістів України.
- Вікторук Анатолій Федорович — член НСЖУ, редактор газети «Шполянські вісті».Заслужений журналіст України
- Бурій Валерій Михайлович — український педагог, краєзнавець, журналіст та релігієзнавець. Член Національної спілки журналістів України та Національної спілки краєзнавців України.
- Гарната Василь Олексійович — член Національної спілки краєзнавців України.
- Богомолкін Матвій Григорович — учасник Сталінградської, Курської, Корсунь-Шевченківської битв. Кавалер багатьох бойових орденів та медалей. Працював майстром озеленення в системі тресту «Ватутінвугілля», шахтоуправління «Ватутінське» та багато багато інших.